# MS Wissenschaft
Die MS Wissenschaft ist ein Binnenschiff, das außer als Gütermotorschiff seit Anfang der 2000er-Jahre regelmäßig auch als Ausstellungs- und Wissenschaftsschiff genutzt und unter diesem Namen für Wanderausstellungen im Rahmen der Wissenschaftsjahre eingesetzt wird. Dabei fährt das Schiff für mehrere Monate im Jahr durch Deutschland und mittlerweile auch Österreich und zeigt in zahlreichen Städten als „schwimmendes Science Center“ passend zum jeweiligen Wissenschaftsjahr wechselnde Ausstellungen mit Exponaten, die Verständnis für Wissenschaft und Forschung schaffen sollen. In der übrigen Zeit fährt das Schiff als „normales“ Gütermotorschiff mit dem Namen Jenny und zeitweise auch als Ausstellungsschiff mit kommerziellen Ausstellungen.

## Angaben zum Schiff
Das Schiff wurde 1969 auf der damaligen Elfring-Werft in Haren (Ems) als Johann-Welker-Schiff gebaut und zunächst für kurze Zeit von der werfteigenen Elka-Reederei als Vera betrieben. Nach einem Verkauf in die Niederlande war das Schiff als Van Uden 24 unterwegs, seit 1987 fährt es als Jenny. Das Schiff war ursprünglich 85 Meter lang und wurde 1989 auf 105 Meter verlängert. 2012 wurde es auf 100 Meter verkürzt. Angetrieben wird es von einem Sechszylinder-MWM-Motor mit einer Leistung von 809 kW. Weiterhin verfügt das Schiff über ein Bugstrahlruder. Das Steuerhaus ist in der Höhe verstellbar.
Seit April 2016 wird das Schiff trotz höheren Preises mit dem synthetischen Gas-to-Liquid-Kraftstoff (GtL) anstatt dem in der Binnenschifffahrt üblichen Dieselkraftstoff nach DIN EN 590 betrieben, um eine Reduzierung der Luftschadstoffe zu erreichen.
Der Laderaum des Schiffes, der für Ausstellungs- und Veranstaltungszwecke genutzt werden kann, ist rund 75 Meter lang und 7,8 Meter breit sowie überdacht innen bis zu 3,8 bzw. 4,0 Meter hoch, wobei die Überdachung mit Lukendeckeln individuell erfolgen kann. Von der Gesamtfläche von knapp 600 Quadratmeter sind rund 530 Quadratmeter für Ausstellungen und Veranstaltungen verfügbar. Die übrige Fläche wird für die Treppe in den Laderaum, eine Toilettenanlage und ein Café im hinteren Bereich sowie einen Notausgang im vorderen Bereich des Laderaums benötigt. Als zusätzlich nutzbarer Bereich steht ein Teil der Fläche auf den Lukendeckeln mit einer Belastbarkeit von 500 Kilogramm pro Quadratmeter zur Verfügung; die nutzbare Fläche beträgt rund 355 Quadratmeter.
2018 wurde auf dem Schiff das „Leit- und Assistenzsysteme zur Erhöhung der Sicherheit der Schifffahrt auf Inlandwasserstraßen“ (LAESSI) erprobt. Das System umfasst eine Brückenanfahrwarnung zur Vermeidung von Kollisionen von Steuerhaus oder Masten mit Brücken, einen Anlegeassistenten, der beispielsweise Abstände zu Kaimauern oder anderen Schiffen anzeigt, einen Bahnführungsassistenten zur Entlastung des Schiffsführers bei der Streckenfahrt und eine Conning-Anzeige, die beispielsweise die Bewegung des Schiffes, die Ruderlage und die Motorendrehzahl anzeigt.
Eigner des Schiffes ist das Binnenschiffer-Ehepaar Albrecht und Karin Scheubner. Das Schiff wurde bis 2011 außerhalb der Zeit, in der es als Wissenschafts- bzw. Ausstellungsschiff unterwegs war, als Partikulierschiff von der in Würzburg ansässigen MSG eG befrachtet.

## AusstellungsschiffMS Wissenschaft

### Geschichte
Der Einsatz des Binnenschiffs als Wissenschaftsschiff geht auf eine Idee der Universität Bremen zurück, die das Schiff 2002 als „Geoschiff“ mit der Ausstellung „Abenteuer Meeresforschung“ auf Reisen schickte. Da die Ausstellung auf dem Binnenschiff bei den Besuchern gut ankam, übernahm die Initiative Wissenschaft im Dialog (WiD) der deutschen Wissenschaft das Konzept und realisiert seit 2003 jährlich eine Ausstellung auf dem Schiff im Rahmen des jeweiligen Wissenschaftsjahres. In den ersten Jahren wurde das Schiff dabei jeweils nach dem Thema des Wissenschaftsjahres benannt, seit 2006 unternimmt die Jenny ihre Ausstellungsreisen unter dem Namen „MS Wissenschaft“.
Die MS Wissenschaft besucht bei ihren Touren jeweils zahlreiche Städte in ganz Deutschland, die von ihr im Binnenschifffahrtsbereich und insbesondere auf Binnenwasserstraßen erreichbar sind. Als erste ausländische Stadt stand 2005 auch die über den Rhein erreichbare Binnenhafenstadt Basel in der Schweiz auf dem Tourplan. Seit 2010 werden jeweils einige an der Donau liegende Städte im Nachbarland Österreich mit besucht.
Bis zum Jahr 2011 war die MS Wissenschaft ein Projekt der in der Rechtsform einer gemeinnützigen GmbH (gGmbH) tätigen Initiative Wissenschaft im Dialog. Finanziert wurde das Projekt vom Bundesministerium für Bildung und Forschung (BMBF) sowie in einigen Jahren von unterschiedlichen Stiftungen. Seit 2012 ist das BMBF Veranstalter der MS Wissenschaft, während die Wissenschaft im Dialog gGmbH seitdem das Ausstellungsschiff als Generalunternehmer realisiert. Der Großteil der Exponate wird jeweils von wissenschaftlichen Instituten und Einrichtungen beigesteuert.
Für den Einsatz als MS Wissenschaft wird das Binnenschiff jedes Jahr umgebaut. Der Laderaum wird dabei zu einem Ausstellungsraum, der über eine vor dem Steuerhaus angebrachte Treppe erreicht werden kann. Im zum Ausstellungsraum umfunktionierten Laderaum befindet sich neben der Ausstellung ein Empfangsbereich sowie ein kleines Café.

### Ausstellungen
2003 – „MS Chemie“
Das Schiff war vom 9. Juli bis zum 29. September unterwegs und legte in 26 Städten an. Die Ausstellung besuchten mehr als 40.000 Menschen.
2004 – „MS Technik“
Das Schiff war vom 4. Juni bis zum 1. Oktober unterwegs und legte in 31 Städten an.
2005 – „MS Einstein“
Das Schiff war vom 19. Mai bis zum 19. September unterwegs und legte in 37 Städten an, darunter zum Abschluss der Tour mit Basel in der Schweiz zum ersten Mal in einer Stadt außerhalb Deutschlands. Insgesamt besuchten rund 100.000 Menschen die Ausstellung.
2006 – „MS Wissenschaft – Sport und Informatik“
Das Schiff war vom 18. Mai bis zum 18. September unterwegs und legte in 34 Städten an. Die Ausstellung wurde von rund 74.000 Menschen besucht.
2007 – „MS Wissenschaft – Sprache ist mehr als Worte“
Das Schiff war vom 5. Juni bis zum 7. Oktober unterwegs und legte in 34 Städten an. Die Ausstellung besuchten rund 77.000 Menschen.
2008 – „MS Wissenschaft – das Matheschiff“
Das Schiff war vom 6. Mai bis zum 4. September unterwegs und legte in 31 Städten an. Die Ausstellung besuchten über 118.000 Menschen.
2009 – „MS Wissenschaft – das Zukunftsschiff“
Das Schiff war vom 3. Juni bis zum 1. Oktober unterwegs und legte in 34 Städten an. Die Ausstellung wurde von rund 90.000 Menschen besucht, darunter 650 Schulklassen.
2010 – „MS Wissenschaft – das Energieschiff“
Das Schiff war vom 18. Mai bis zum 7. Oktober unterwegs und legte in 36 Städten an. Die Ausstellung wurde von rund 105.000 Menschen besucht. Erstmals lief das Schiff mit Wien, Krems und Linz auch österreichische Städte an. Dort sahen rund 12.000 Besucher die Ausstellung. Ebenfalls zum ersten Mal fand während der Tour in mehreren Städten die Diskussionsreihe „Dialog an Deck“ statt.
2011 – „MS Wissenschaft – Neue Wege in der Medizin“
Das Schiff war vom 19. Mai bis zum 29. September unterwegs und hat während der Zeit 35 Städte angelaufen, darunter auch wieder die drei österreichischen Städte Wien, Krems und Linz. Die Ausstellung zum Thema Gesundheitsforschung haben sich rund 72.000 Besucher, darunter 420 Schulklassen, angeschaut.
2012 – „MS Wissenschaft – Zukunftsprojekt Erde“
Das Schiff war vom 30. Mai bis 15. Oktober 2012 mit einer Ausstellung zum Thema Nachhaltigkeit unterwegs und lief 36 Städte an, darunter auch wieder drei Städte in Österreich. Die Ausstellung wurde von rund 90.000 Menschen besucht, darunter 480 Schulklassen.
2013 – „MS Wissenschaft – Alle Generationen in einem Boot“
Das Schiff war vom 30. April bis zum 17. September 2013 mit einer Ausstellung zum demografischen Wandel in 37 Städten in Deutschland und drei Städten in Österreich unterwegs.
2014 – „MS Wissenschaft – Digital unterwegs“
Das Schiff fuhr vom 6. Mai bis 28. September 2014 anlässlich des Wissenschaftsjahres zum Thema „Die digitale Gesellschaft“ durch Deutschland und Österreich und legte dabei in 38 Städten an.
2015 – „MS Wissenschaft – Zukunftsstadt“
Das Schiff besuchte vom 15. April bis zum 26. September 2015 insgesamt 40 Städte, darunter auch wieder zwei Städte in Österreich.
2016 und 2017 – „MS Wissenschaft – Meere und Ozeane“
Während des Wissenschaftsjahres 2016 bereiste die MS Wissenschaft vom 3. Mai bis zum 6. September 2016 insgesamt 33 Städte in den „nördlichen“ Bundesländern Berlin, Brandenburg, Bremen, Hamburg, Niedersachsen, Nordrhein-Westfalen, Sachsen-Anhalt und Schleswig-Holstein. 2017 folgten dann Städte in den „südlichen“ Bundesländern Baden-Württemberg, Bayern, Hessen, Rheinland-Pfalz und Saarland. Außerdem wurde die Ausstellung in drei Städten in Österreich gezeigt.
2018 – „MS Wissenschaft – Arbeitswelten der Zukunft“
Das Ausstellungsschiff lief vom 15. Mai bis zum 22. Oktober 2018 33 deutsche und drei österreichische Städte an.
2019 – „MS Wissenschaft – Künstliche Intelligenz“
Im Jahr 2019 lief das Schiff zwischen dem 16. Mai und dem 3. Oktober 27 Städte in Deutschland sowie im Oktober noch vier Städte in Österreich an.
2020 – „MS Wissenschaft – Bioökonomie“
Aufgrund der Einschränkungen des öffentlichen Lebens im Zusammenhang mit der COVID-19-Pandemie wurde der Beginn der Wanderausstellung, der zunächst für das Frühjahr 2020 vorgesehen war, auf den 30. Juli verschoben. Das Schiff besuchte bis zum 17. Oktober 2020 insgesamt 19 Städte im Westen und Süden Deutschlands. Die im ersten Halbjahr ausgefallenen Besuche wurden größtenteils 2021 nachgeholt.
2021 – „MS Wissenschaft – Bioökonomie“
Die Wanderausstellung auf der MS Wissenschaft war 2021 in Norddeutschland sowie in mehreren Städten am Rhein, Main und der Donau zu sehen, darunter auch wieder in vier Städten in Österreich.
2022 – „MS Wissenschaft – Nachgefragt“
Im Rahmen des Wissenschaftsjahres, das 2022 unter dem Motto „Nachgefragt“ stand, wurde an Bord keine Ausstellung zu einem fachlichen Thema gezeigt, sondern Besuchern in vier Themenfeldern die unterschiedlichen Herangehensweisen verschiedener Wissenschaftsdisziplinen nähergebracht.
2023 – „MS Wissenschaft – Unser Universum“
Im Jahr 2023 war „Unser Universum“ das Thema der Ausstellung, mit der das Schiff von Anfang Mai bis Ende September unterwegs war.
2024 – „MS Wissenschaft – Freiheit“
Im Jahr 2024 war die Ausstellung an Bord des Schiffes von Mitte Mai bis Mitte September in 27 deutschen Städten sowie anschließend noch in zwei österreichischen Städten zu sehen.
2025 – „MS Wissenschaft – Zukunftsenergie“
Im Jahr 2025 wird an Bord des Schiffes eine Ausstellung zum Thema „Zukunftsenergie“ gezeigt. Die Ausstellung ist von Mitte Mai bis Mitte September in 29 Städte in Deutschland zu sehen.

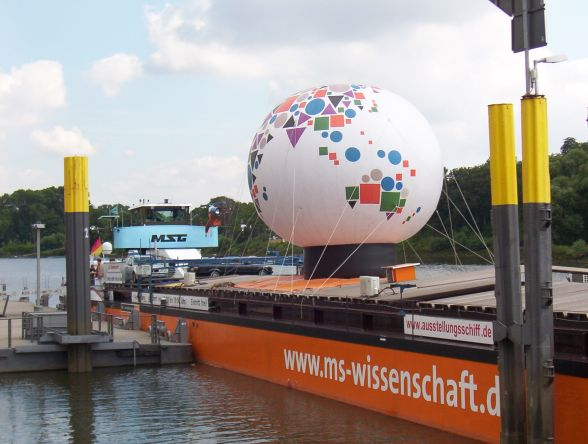
2008: „Das Matheschiff“
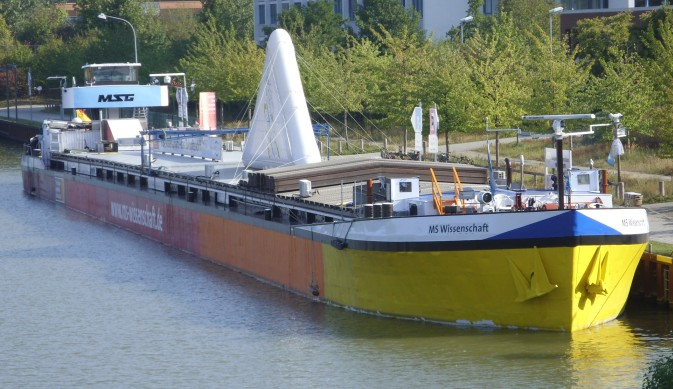
2009: „Das Zukunftsschiff“
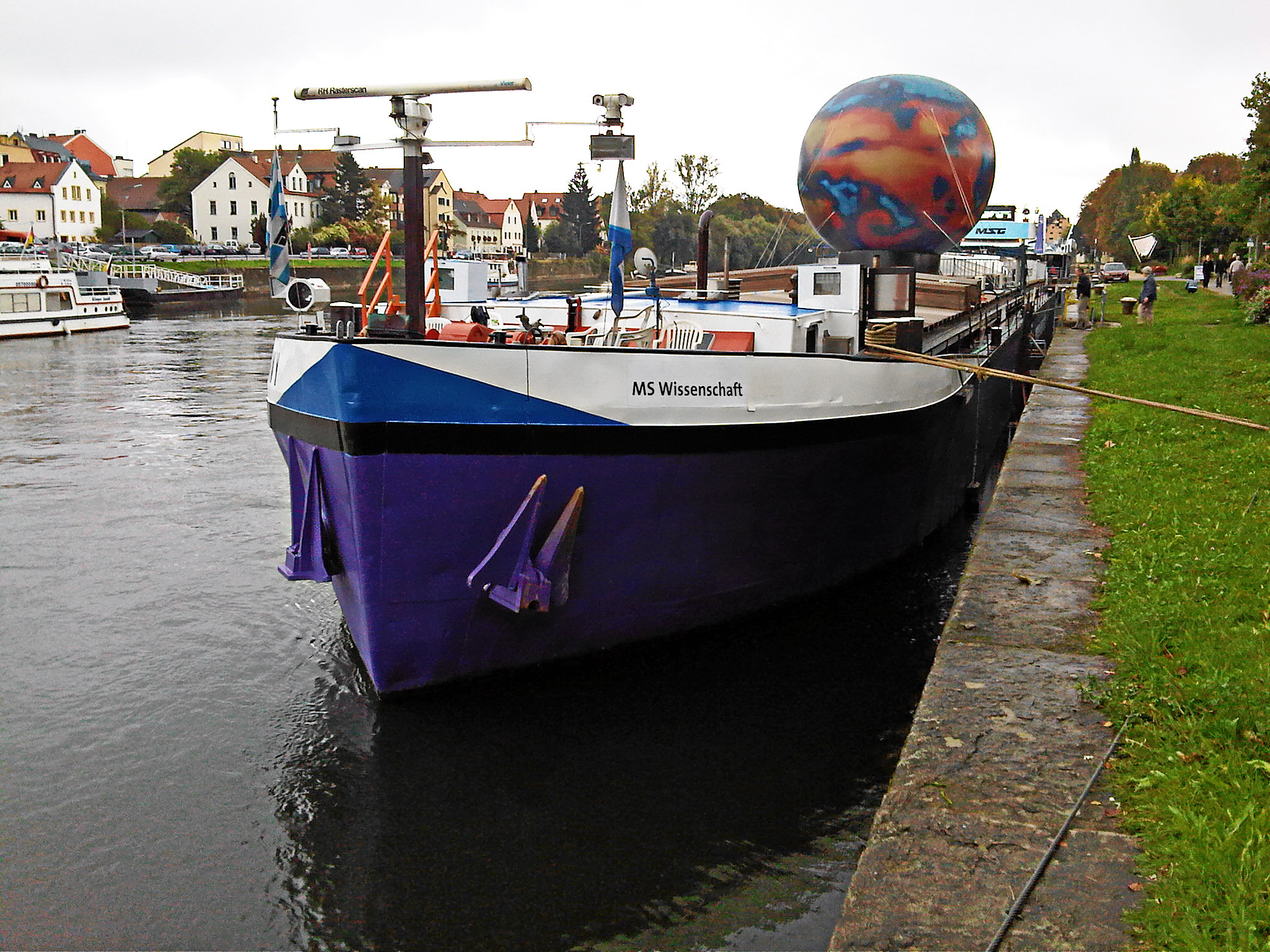
2010: „Das Energieschiff“
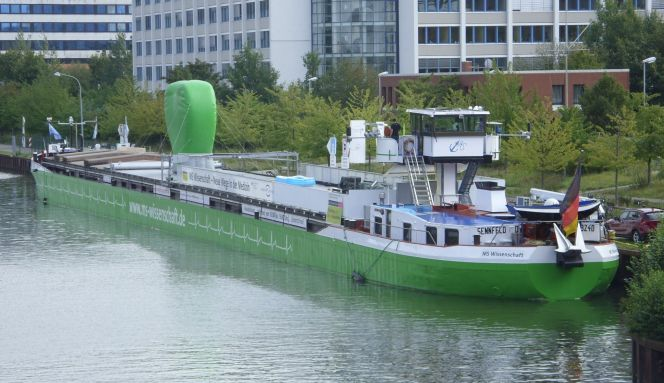
2011: „Neue Wege in der Medizin“
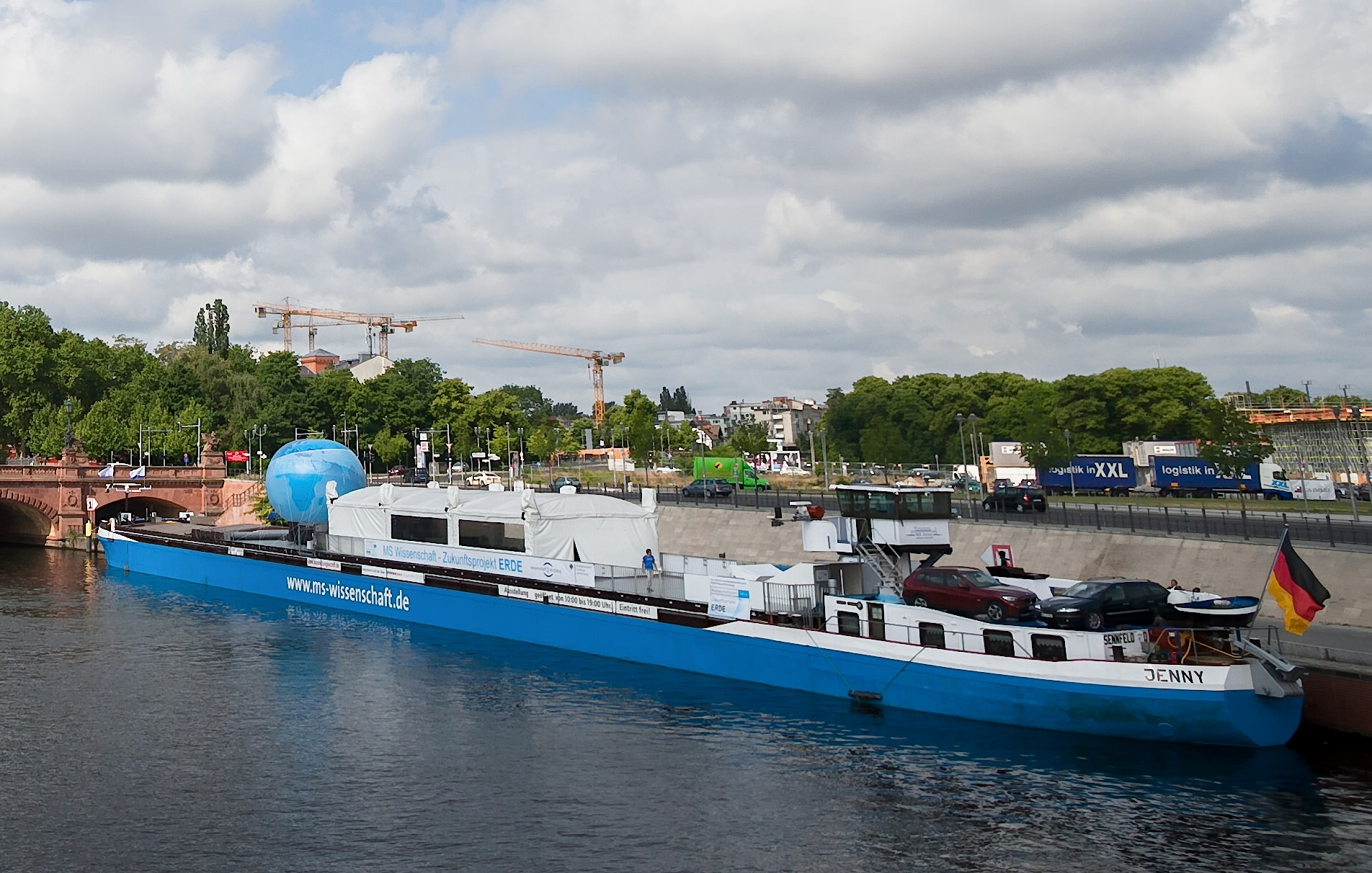
2012: „Zukunftsprojekt Erde“
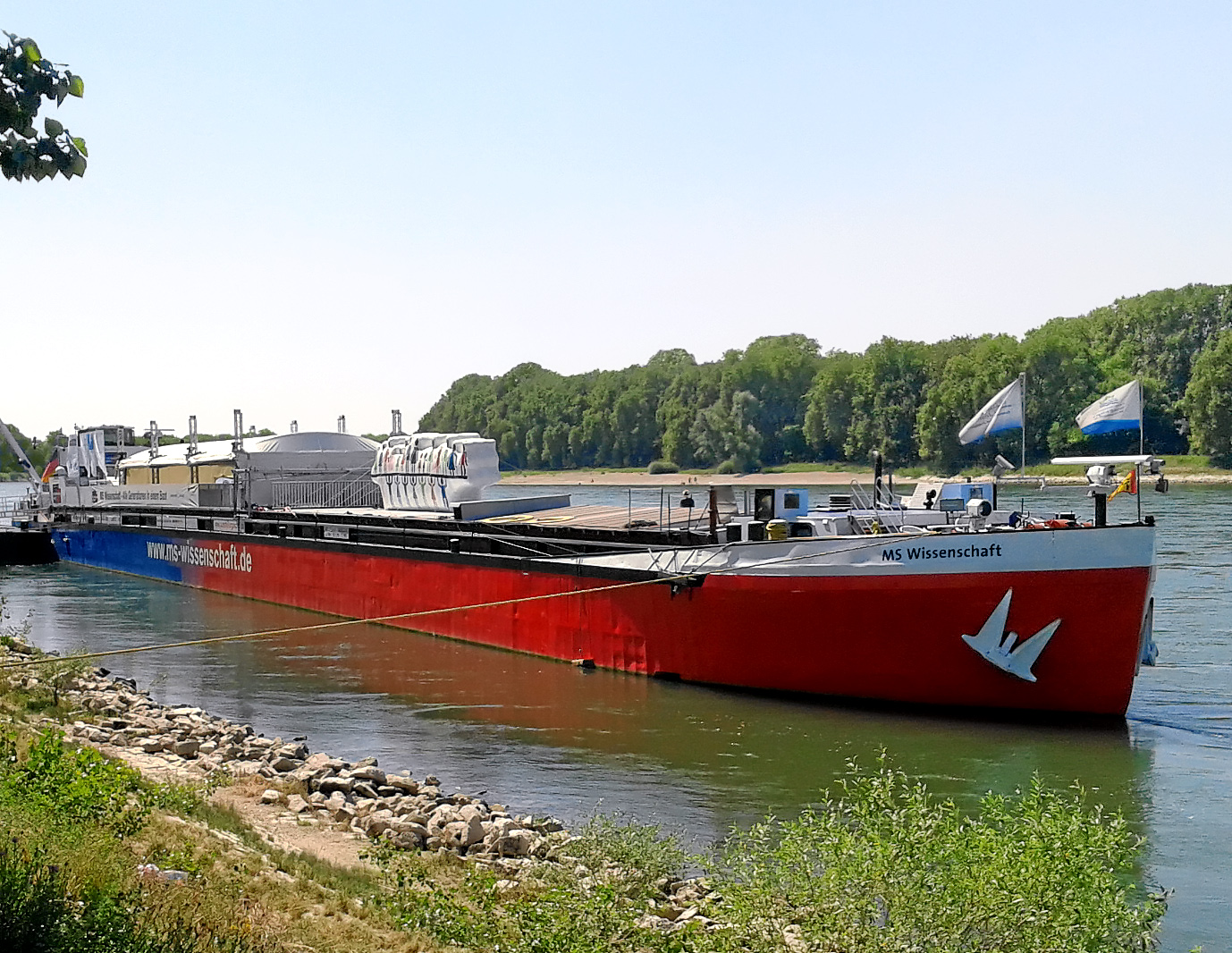
2013: „Alle Generationen in einem Boot“
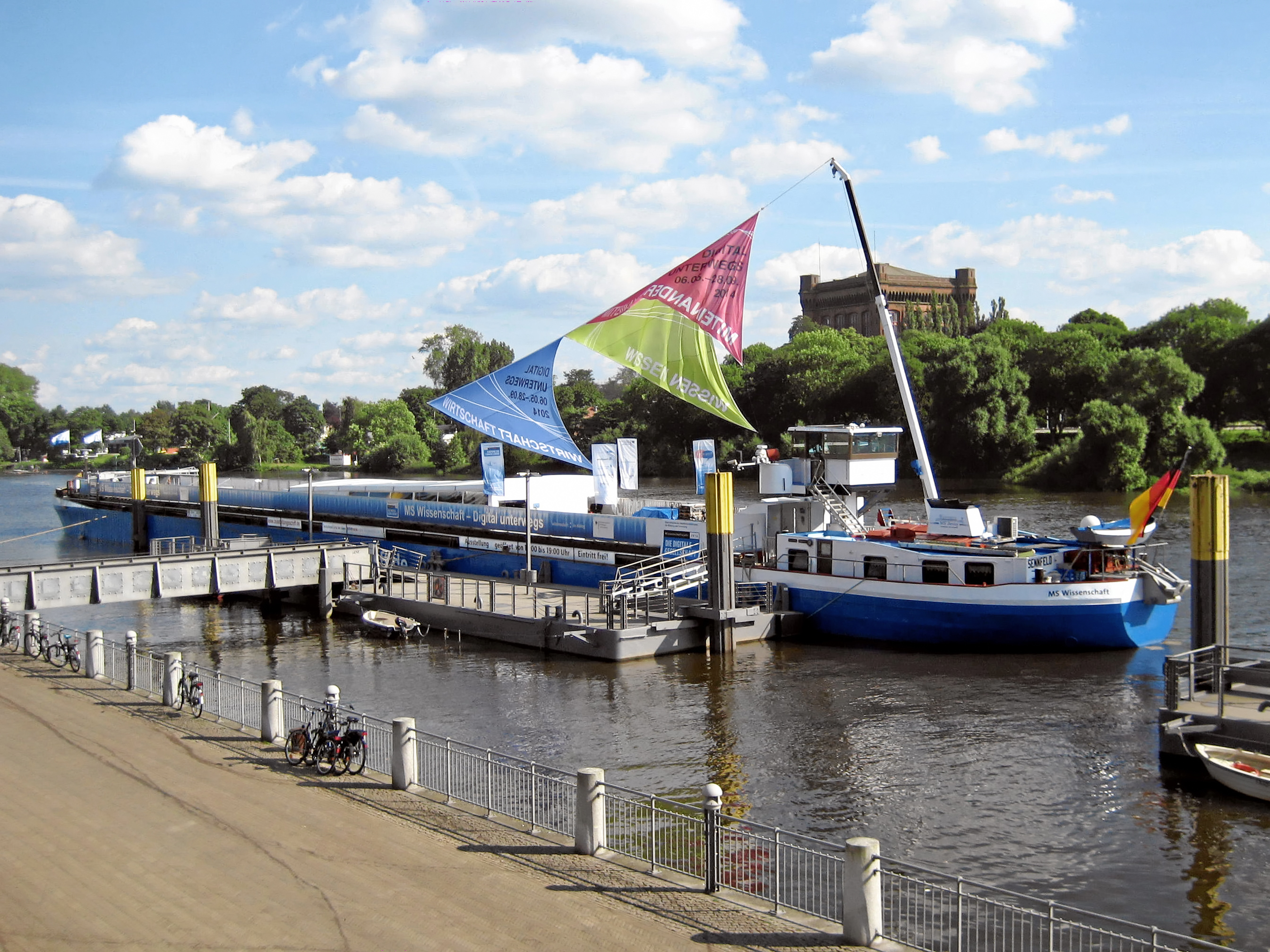
2014: „Digital unterwegs“
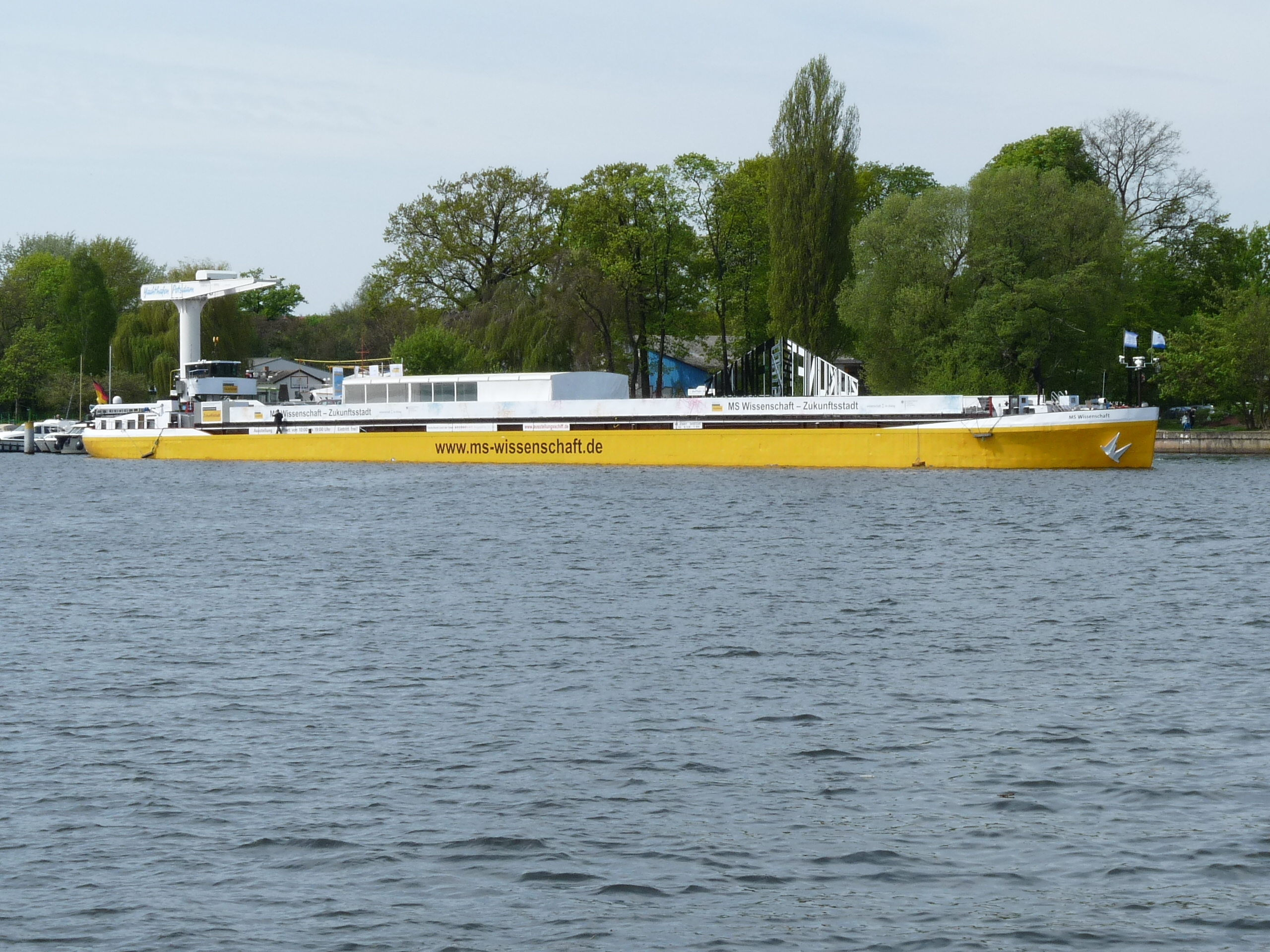
2015:„Zukunftsstadt“
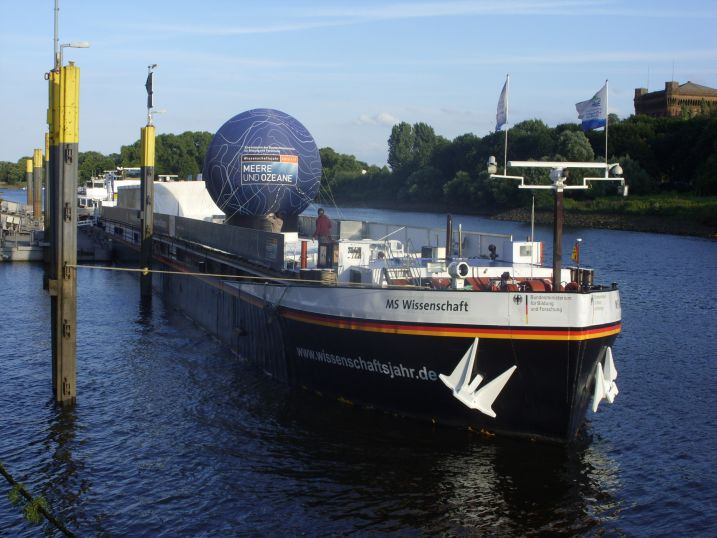
2016: „Meere und Ozeane“
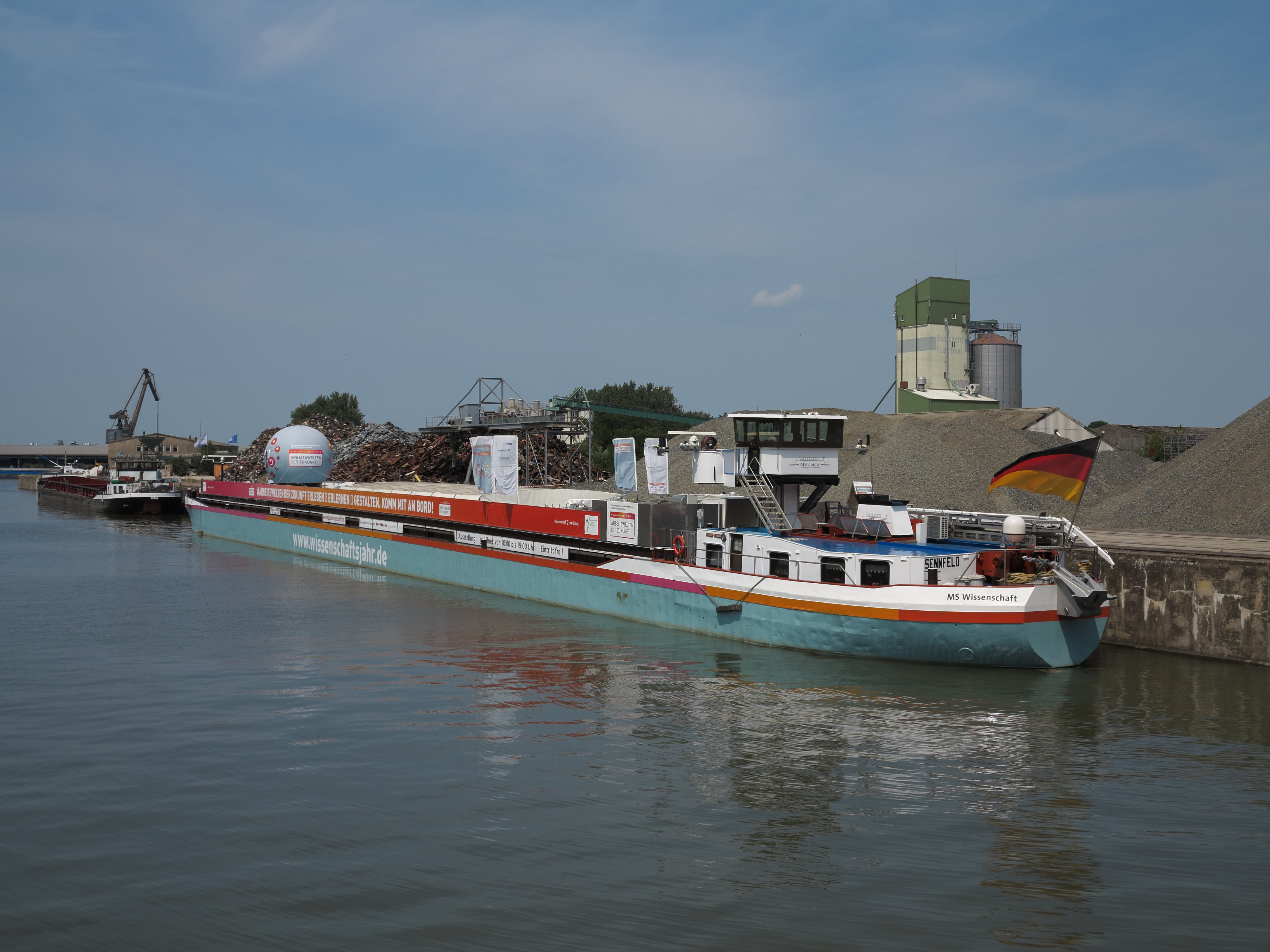
2018: „Arbeitswelten der Zukunft“
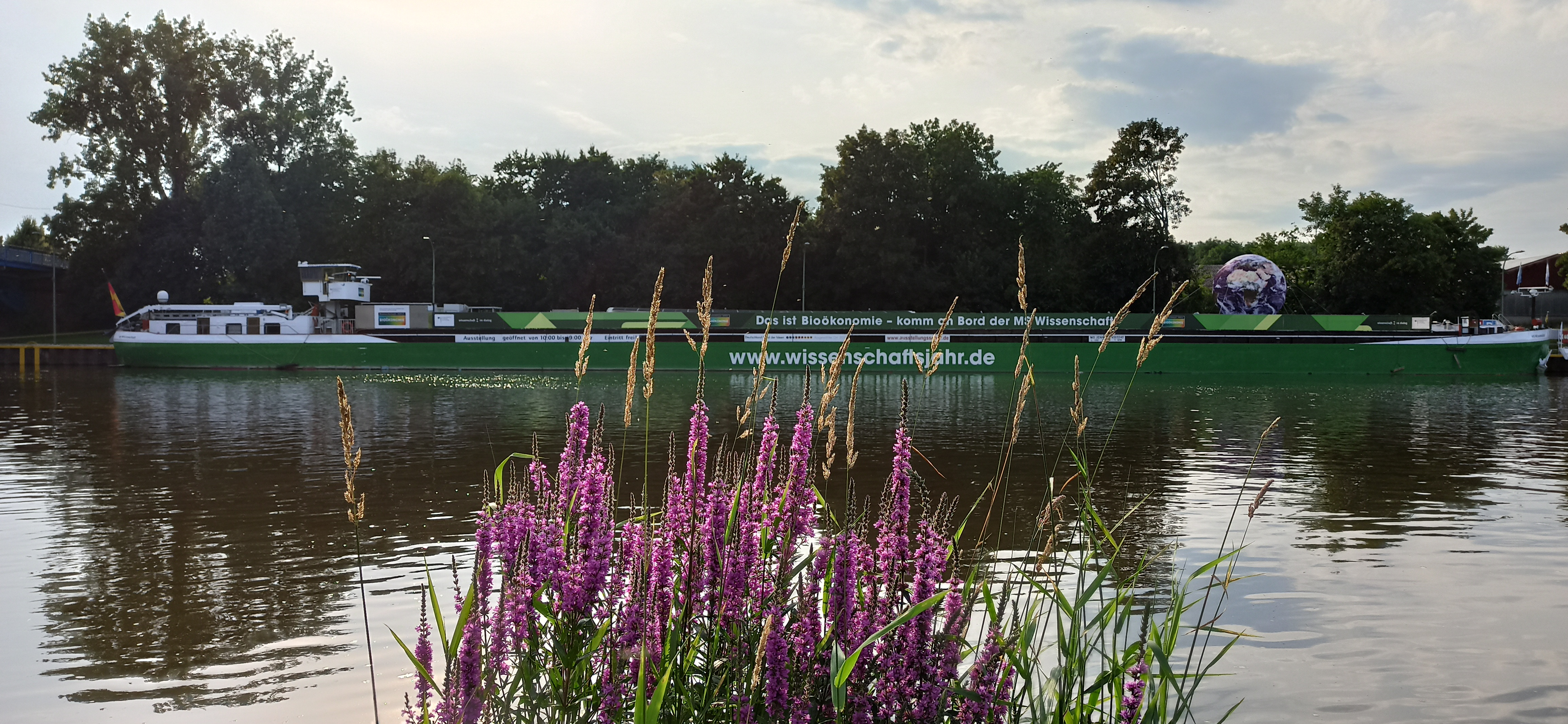
2021: „Bioökonomie“
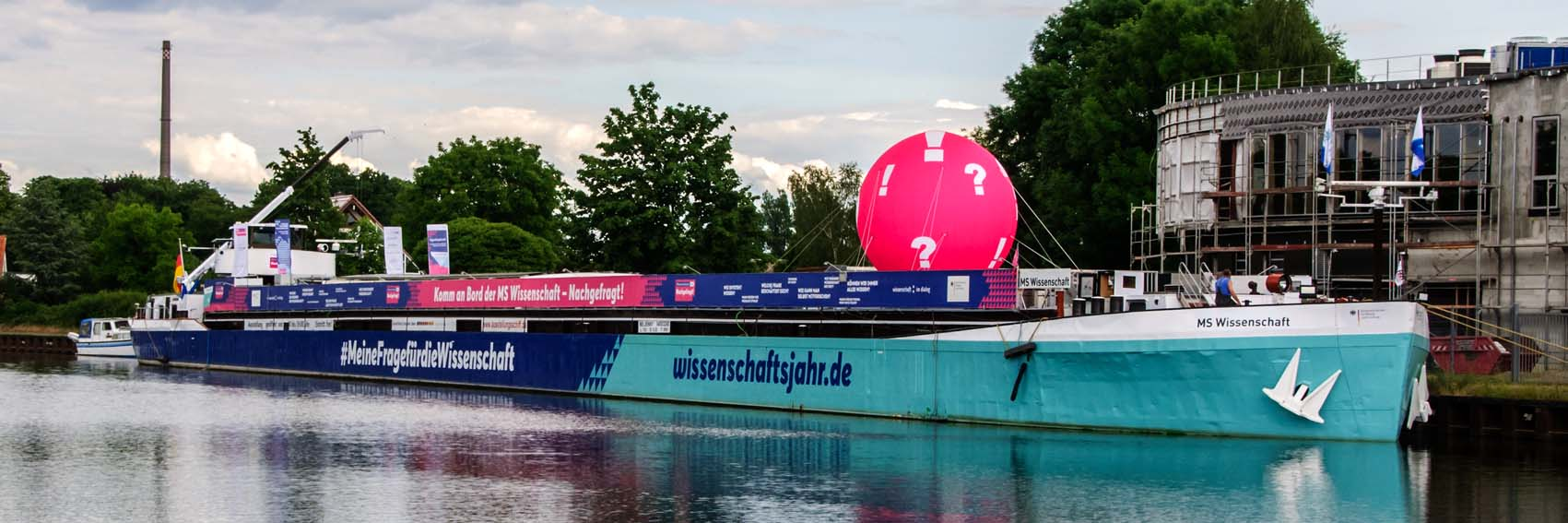
2022: „Nachgefragt!“
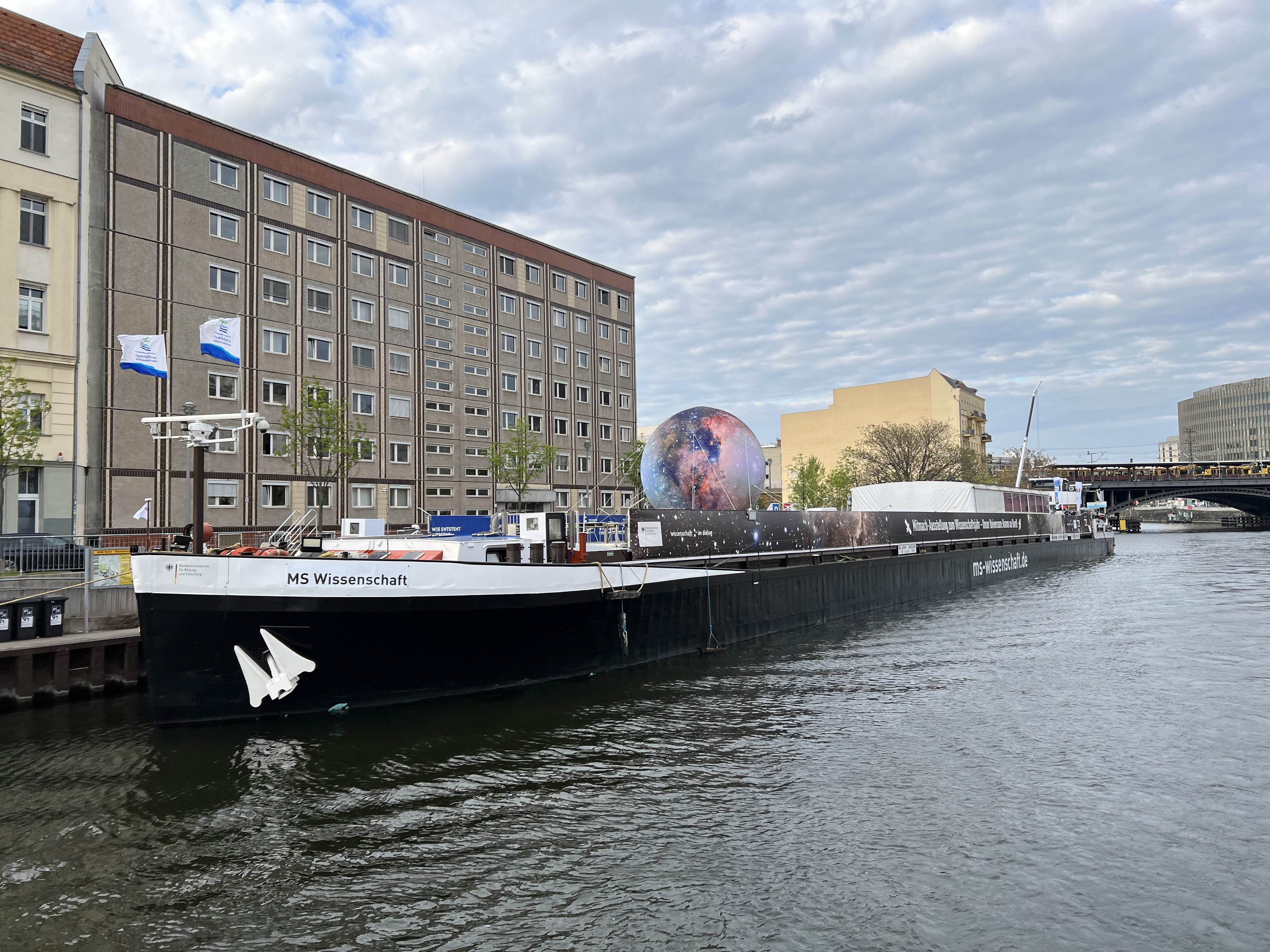
2023: „Unser Universum“
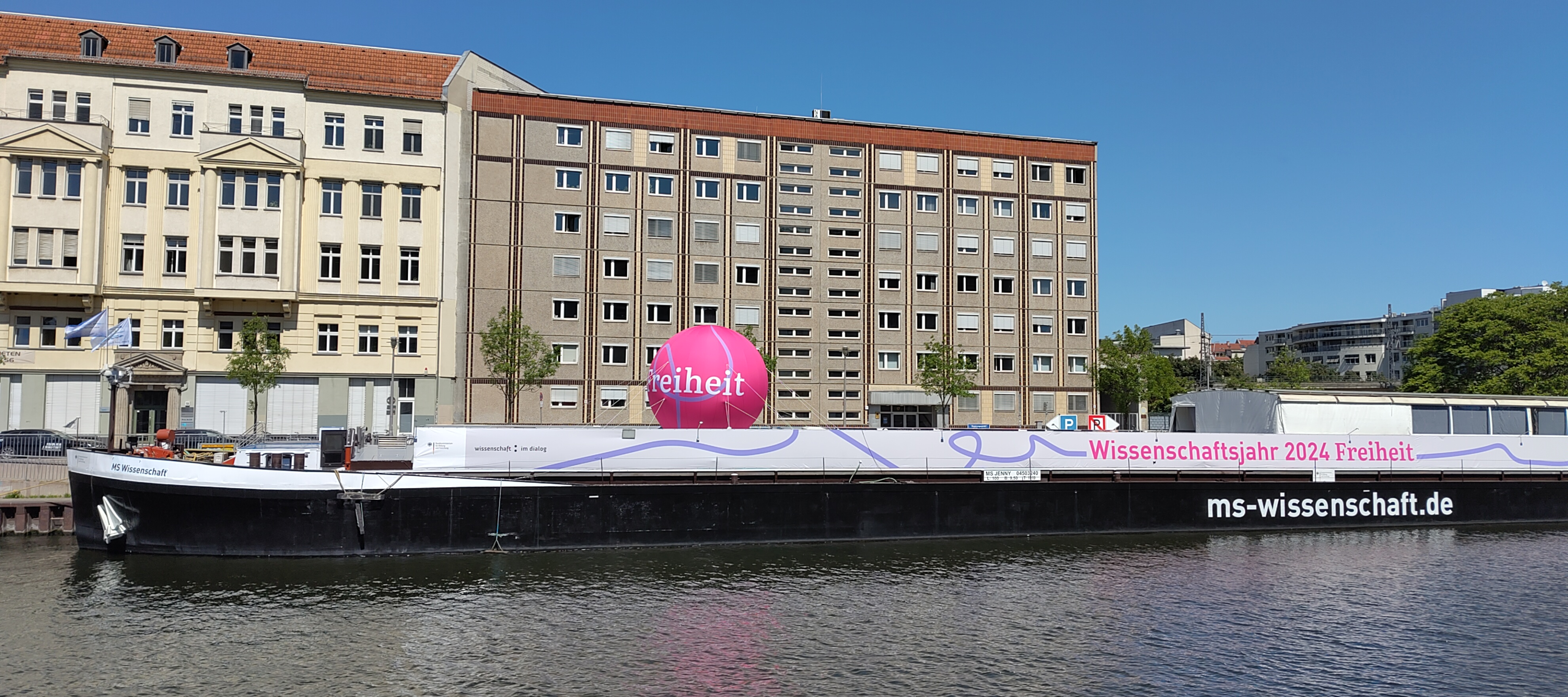
2024: „Freiheit“
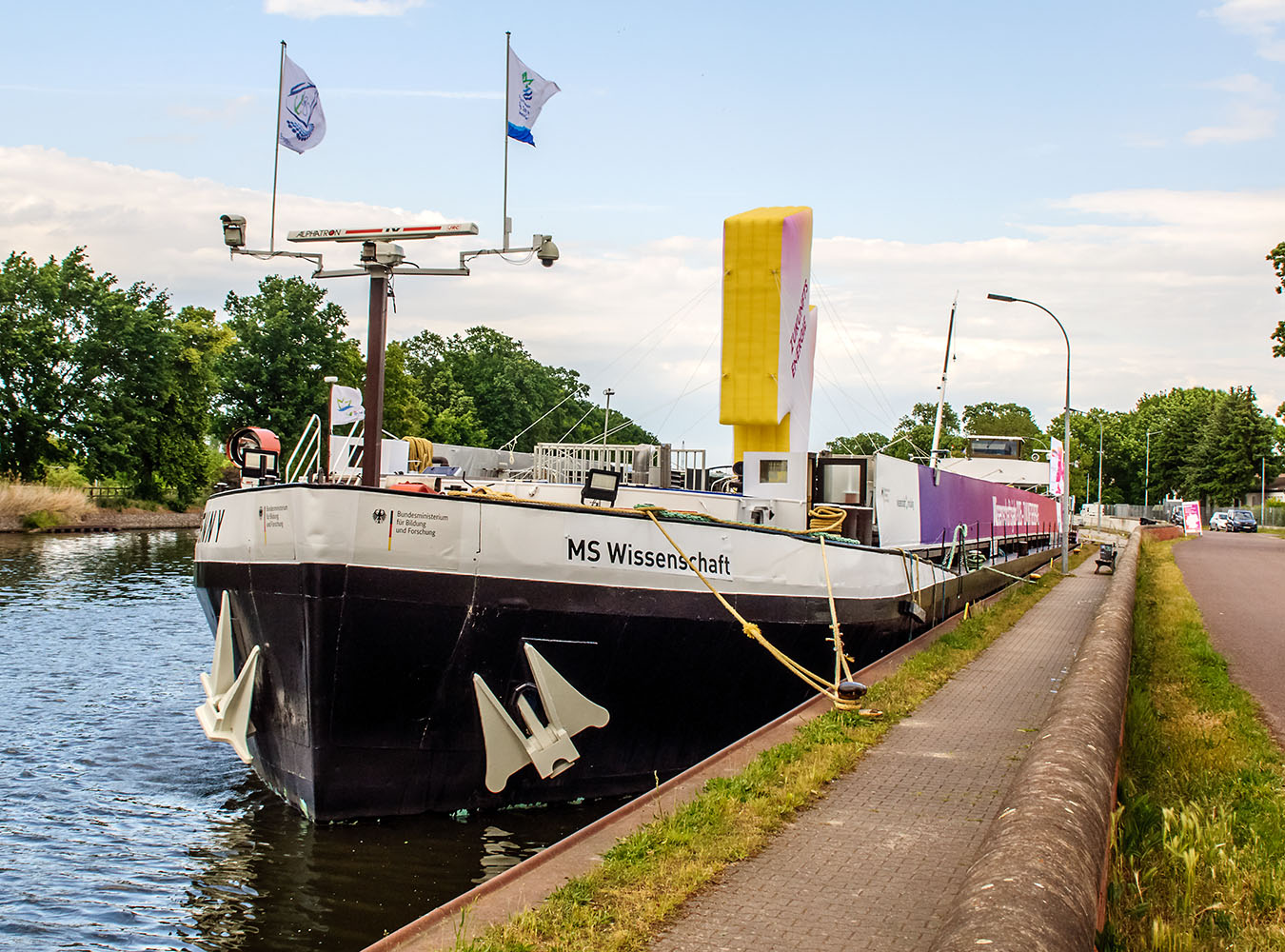
2025: „Zukunftsenergie“

## Auszeichnung
Im Jahr 2010 wurde die Jenny als Ausstellungsschiff im Rahmen der Initiative Deutschland – Land der Ideen zum „Ausgewählten Ort 2010“ gekürt.